# Mariano Carsí Pascual
Mariano Carsí Pascual (Alfara del Patriarca, 4 de desembre de 1927 ‐ 2008) va ser un metge valencià que va estar vivint al Congo i al Zaire des de 1959 fins al a 2001. La seua col·lecció personal va ser donada al Museu Valencià d'Etnologia en 2010.
Va llicenciar-se en medicina a la Universitat de València el 3 de març de 1956, exercint com a metge a Tronxó (Terol). Amb els diners guanyats es muda a Bèlgica, on es va especialitzar en medicina tropical a Anvers, entre octubre de 1957 i febrer de 1958. Va traslladar-se a Àfrica en 1958, contractat pel govern belga des del 24 de març del 58. En 1958 i 1962 va ser repatriat per les Nacions Unides davant el risc pels disturbis que patia el país durant la Crisi del Congo. Tanmateix, va tornar les dos voltes als pocs dies. Allà va servir a hospitals i companyies mineres fins a tornar a Europa, jubilat, en 2001. També va tractar molts problemes d'infertilitat, que als països africans és una situació mal vista socialment. Com a mostra d'agraïment, moltes mares posaven el nom Carsí als seus fills.

## Galeria
- Francesc Tamarit, director del Museu Valencià d'Etnologia, presenta l'exposició sobre el Doctor Mariano Carsí.
- Maria Londero, esposa de Mariano Carsí, parla sobre ell amb motiu de l'exposició.
- Andrés Marín, il·lustrador del museu, analitza l'estil de l'art africà.